# Baltische Beker 1931
De Baltische Beker van 1931 was de 4e editie van de Baltische Beker. Het toernooi werd gehouden van 30 augustus tot en met 1 september 1931. in Tallinn, Estland. Estland werd kampioen.

## Eindstand
| Team     | Gsp | W | G | V | DV | DT | DS | Ptn |
| -------- | --- | - | - | - | -- | -- | -- | --- |
| Estland  | 2   | 2 | 0 | 0 | 5  | 1  | +4 | 4   |
| Letland  | 2   | 1 | 0 | 1 | 2  | 3  | –1 | 2   |
| Litouwen | 2   | 0 | 0 | 2 | 0  | 3  | –3 | 0   |

## Wedstrijden
|                                                  |                                           |       |          |                                                                                  |
| 30 augustus «onderlinge duels» 17:30 uur (UTC+2) | Estland                                   | 2 – 0 | Litouwen | Kadriorustadion, Tallinn Toeschouwers: 4.200 Scheidsrechter: Osborn Wenzel (SWE) |
| 30 augustus «onderlinge duels» 17:30 uur (UTC+2) | Eduard Ellman-Eelma 13' Leonhard Kass 50' |       |          | Kadriorustadion, Tallinn Toeschouwers: 4.200 Scheidsrechter: Osborn Wenzel (SWE) |

|                                                  |                     |       |          |                                                                                  |
| 31 augustus «onderlinge duels» 17:30 uur (UTC+2) | Letland             | 1 – 0 | Litouwen | Kadriorustadion, Tallinn Toeschouwers: 2.000 Scheidsrechter: Osborn Wenzel (SWE) |
| 31 augustus «onderlinge duels» 17:30 uur (UTC+2) | Ērihs Pētersons 11' |       |          | Kadriorustadion, Tallinn Toeschouwers: 2.000 Scheidsrechter: Osborn Wenzel (SWE) |

|                                                  |                                          |       |                  |                                                                                  |
| 1 september «onderlinge duels» 17:30 uur (UTC+2) | Estland                                  | 3 – 1 | Letland          | Kadriorustadion, Tallinn Toeschouwers: 6.500 Scheidsrechter: Osborn Wenzel (SWE) |
| 1 september «onderlinge duels» 17:30 uur (UTC+2) | Eduard Eelma 10' Friedrich Karm 51', 67' |       | 16' Jānis Škincs | Kadriorustadion, Tallinn Toeschouwers: 6.500 Scheidsrechter: Osborn Wenzel (SWE) |

## Kampioen
| Kampioen 1931    |
| ---------------- |
| Estland 2e titel |